# Carl Rotter
Carl Rotter (* 22. Oktober 1895 in Seitenberg, Landkreis Habelschwerdt, Provinz Schlesien; † 6. September 1968 in Lübeck) war ein deutscher Glasschleifer. Die von ihm gegründete Manufaktur Rotter Glas in Lübeck bestand bis 2023.

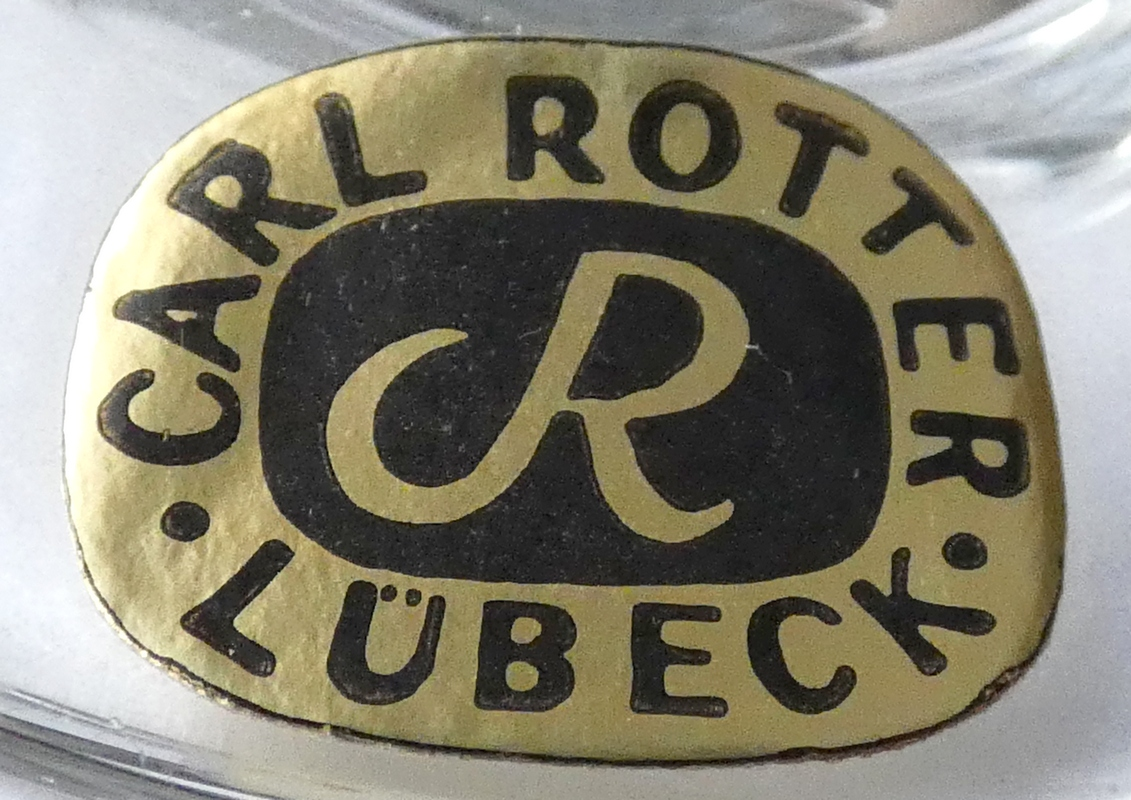
Aufkleber mit Rotter-Logo

## Leben
Carl Rotter war der Sohn eines Glasschleifers aus der Grafschaft Glatz. In dessen Betrieb erlernte er den Beruf des Glasschleifers und wurde später Entwurfszeichner in einer industriellen Glashütte. Seit seiner Ausbildungszeit hatte er ein Kugelbohrverfahren entwickelt, das es ermöglichte, Kugeln sehr tief ins Glas einzuschleifen und für das er 1929 ein Reichspatent erhielt.
Gleichzeitig studierte er Violine bei dem Kapellmeister Franz Hasler in Bad Landeck und Malerei und Zeichnen bei dessen Sohn Bernhard Hasler. Seit 1930 war er mit Margarete, geb. Fiebig verheiratet; 1932 wurde Sohn Wolfgang geboren. Ab 1938 war Carl Rotter Teilhaber eines Glasindustrie-Betriebs in Hermsdorf am Kynast im Riesengebirge.
1944 wurde er zum Militärdienst einberufen; bei Kriegsende 1945 geriet er in britische Kriegsgefangenschaft auf der Insel Fehmarn. Nach der Entlassung kam er in ein Flüchtlingslager nach Lübeck-Eichholz, wo ihn seine aus Schlesien geflüchtete Familie über den Suchdienst des Deutschen Roten Kreuzes wiederfand.
Die Familie fand ein erstes Unterkommen bei Hermann Fey, der Rotter zu einer Geige verhalf. Seitdem spielte er in verschiedenen Lübecker Kammermusikensembles und in Erwin Zillingers Kirchenorchester. In den 1950er Jahren bezog die Familie eine Wohnung im Stadthaus der in Groß Sarau lebenden Mäzenin Lilli Dieckmann (Kolosseum (Lübeck)) nahe der Roeckstraße, später ein Haus in der Schenkendorfstraße.
1948 gelang der Aufbau einer neuen Werkstatt für Glasschliff in der Hafenstraße 16, die anfangs Pressglas aus der Glashütte von Richard Süßmuth verarbeitete. 1949 wurden die ersten Kugelbecher in dem von Rotter patentierten Verfahren hergestellt, die zum Markenzeichen des Unternehmens wurden. Sie wurden erstmals auf der Weihnachtsmesse 1949 im Hamburger Museum für Kunst und Gewerbe ausgestellt.
Dies führte zum Kontakt und zur Zusammenarbeit mit Alfred Mahlau. Nach Entwürfen Mahlaus entstanden eine Vase mit gravierter Lübeck-Ansicht sowie die Vasen Fischzug, Quallen und Schachtelhalme. Gläser und Vasen mit gravierten Lübeck-Motiven wurden zum weiteren Haupterzeugnis der Schleiferei.
Rotter war Mitglied in der Gesellschaft zur Beförderung gemeinnütziger Tätigkeit und der Overbeck-Gesellschaft, beim Berufsverband Kunsthandwerk Schleswig-Holstein und im Hamburger Kunstgewerbeverein.
1966 verlieh ihm die Hansestadt Lübeck gemeinsam mit Alen Müller-Hellwig die Ehrenplakette des Senats.

## Manufaktur
1964 erwarb Rotter ein Grundstück in der Elisenstraße 2, auf dem bis November 1965 ein neues Gebäude für die Manufaktur entstand und wo sie sich bis heute befindet. Nach Carl Rotters Tod führte sein Sohn Wolfgang das Unternehmen erfolgreich weiter. Dessen Witwe Birgit (geb. Mielke) vermochte jedoch nicht an diesem Erfolg anzuknüpfen und so wurde die Produktion 2023 eingestellt. Hauptprodukte waren die Rotter-Gläser aus Überfangglas, die in vier Größen, 10 Farben und mit einer großen Anzahl an dekorativen Gravuren geliefert wurden. Rotter Glas gehört der Initiative Deutsche Manufakturen – Handmade-in-Germany an.